# Michael Bernays

Michael Bernays

Michael Bernays (* 27. November 1834 in Hamburg; † 25. Februar 1897 in Karlsruhe) war deutscher Philologe, Literaturhistoriker und Goetheforscher.

## Leben
Bernays war der Sohn des Hamburger Rabbiners Isaak Bernays, seine Mutter war Sara Lea Bernays geb. Berend. Sein Bruder war der Altphilologe Jacob Bernays. Sein Bruder Bermann Bernays war der Vater von Sigmund Freuds Frau Martha.
Bernays besuchte das Johanneum. Er studierte 1853 bis 1856 gegen den Willen seiner Eltern, die ihn zum Kaufmann bestimmt hatten, in Bonn und Heidelberg Jura, Geschichte sowie deutsche und klassische Literaturgeschichte. Finanzielle Unterstützung erhielt er durch ein Averhoffsches Stipendium. 1856 konvertierte er vom Judentum zum Protestantismus. Er promovierte in Heidelberg bei Georg Gottfried Gervinus und war zunächst als Privatgelehrter, Journalist und Vortragsredner in Bonn und Köln tätig. 1871 siedelte er nach Leipzig über und habilitierte sich 1872 in Leipzig mit einer Arbeit über die Schlegelsche Shakespeare-Übersetzung. In seiner Leipziger Zeit war er Englischlehrer des Erbprinzen von Meiningen. Im Mai 1873 nahm er einen Ruf als außerordentlicher Professor der Literaturgeschichte an die Universität München an. 1874 wurde er zum ordentlichen Professor ernannt. 1890 trat er von seiner Lehrverpflichtung zurück und verbrachte seine letzten Lebensjahre in Karlsruhe. - Bernays verfasste auch eigene Dichtungen. Einige seiner Gedichte wurden von dem Komponisten Albert Dietrich vertont.
Michael Bernays heiratete 1880 Louise Uhde, geb. Rübke, die Witwe des Journalisten Hermann Uhde (1845–1879). Sie brachte ein Kind, Hermann Uhde-Bernays, in die zweite Ehe. Michael und Louise Bernays hatten zwei Kinder: Marie Bernays und Ulrich Bernays.

## Werke
- Festspiel zur Säcularfeier von Schillers Geburtstag. Henry & Cohen, Bonn 1860.
- Über Kritik und Geschichte des goetheschen Textes. Dümmler, Berlin 1866 (Digitalisat in der Google-Buchsuche).
- Zur Entstehungsgeschichte des Schlegelschen Shakespeare. Hirzel, Leipzig 1872 (Digitalisat in der Google-Buchsuche); Neudruck: Celtis, Berlin 2013, ISBN 978-3-944253-02-2.
- Schriften zur Kritik und Litteraturgeschichte. Neue wohlfeile Ausgabe in 4 Bänden. Behr, Berlin 1903.
- Goethe und Gottsched. Zwei Biographien (Separatabdruck aus der Allgemeinen Deutschen Biographie). Duncker & Humblot, Leipzig 1880.

## Herausgeberschaft
- Goethes Briefe an Friedrich August Wolf. Georg Reimer, Berlin 1868.
- Shakespeare's dramatische Werke übersetzt von August Wilhelm Schlegel und Ludwig Tieck. Georg Reimer, Berlin 1871–1873 (12 Bände)
- Der junge Goethe, seine Briefe und Dichtungen von 1764 - 1776. Eine Zusammenstellung  auf Grund der Goethe-Bibliothek Salomon Hirzels, mit umfangreicher Einleitung. Hirzel, Leipzig 1875 (3 Bände)
- Mit Erich Schmidt (Literaturwissenschaftler): Homers Odyssee von Johann Heinrich Voss. Abdruck der ersten Ausgabe vom Jahre 1781 mit Einleitung. Cotta, Stuttgart 1881.